# Елвуд (Њујорк)
Елвуд (енгл. Elwood) насељено је место без административног статуса у америчкој савезној држави Њујорк.

## Демографија
По попису из 2010. године број становника је 11.177, што је 261 (2,4%) становника више него 2000. године.
| Група             | 2000.         | 2010.         |
| Белци             | 9.023 (82,7%) | 8.544 (76,4%) |
| Афроамериканци    | 612 (5,6%)    | 697 (6,2%)    |
| Азијати           | 611 (5,6%)    | 890 (8,0%)    |
| Хиспаноамериканци | 550 (5,0%)    | 918 (8,2%)    |
| Укупно            | 10.916        | 11.177        |